# Instant Funk
Gli Instant Funk erano una band statunitense di musica funk e soul attiva tra gli  
anni settanta e ottanta. Il suo maggiore successo è stato il pezzo I Got My Mind Made Up (You Can Get It Girl).

## Storia
Il progetto Instant Funk  nacque nel New Jersey, nei primi anni settanta, ed era composto da Raymond Earl, Scotty Miller ed il chitarrista Kim Miller. Il gruppo, che allora si chiamava The Music Machine ed aveva molto successo come back-up band per The Manhattan, Bunny Sigler ed anche i TNJs. Sovente, nella loro carriera, i Funk Instant furono la back-up band di molte stelle, tra cui Lou Rawls, Loleatta Holloway, The O'Jays, MFSB, Curtis Mayfield ed Evelyn Champagne King; per quest'ultimo furono la band di supporto per il singolo Shame.
Il gruppo si trasferì a Philadelphia, in Pennsylvania, nel 1976, per produrre il suo primo album, Get Down With the Jump Philly, nel quale vi era già il loro classico "marchio di fabbrica" nel sound. Fece seguito a quest'album una versione Gold per l'ex chitarrista dei MFSB Norman Harris, con la nuova etichetta discografica Gold Mind, con Bunny Sigler come front-man, intitolato Let Me Party With You.
In seguito la Gold Mind fallì, ed il nuovo disco degli Instant Funk I Got My Mind Made Up fu pubblicato sotto l'etichetta Salsoul, che fece una grande promozione del disco in tutte le discoteche più famose. Il remix di questa canzone eseguito dal DJ Larry Levan e dall'ingegnere Bob Bianche divenne ben presto famoso a Manhattan. I Got My Mind Made Up fu un grande successo, primo in classifica nell'R&B e nella classifica disco, oltreché ventesimo nella classifica Billboard Hot 100 nella primavera del 1979. Il pezzo venne anche premiato con il disco d'oro. 
Successivamente, nel 1983, quando la Salsoul fallì, il gruppo si sciolse; Bunny Sigler andò a far parte dei The Trammps.

## Formazione
- Raymond Earl - voce
- Kim Miller - batteria
- Scotty Miller - chitarra
- Bunny Sigler - voce

## Discografia
- 1976 - Get Down With The Philly Jump
- 1979 - Instant Funk (9.97)
- 1979 - Witch Doctor
- 1980 - The Funk Is On
- 1982 - Looks So Fine
- 1983 - Instant Funk Volume 5
- 1983 - Kinky
- 1996 - Greatest Hits
- 1996 - The Best of Instant Funk